# Teoría de la empresa
La teoría de la empresa consiste en una serie de teorías económicas que explican y predicen la naturaleza de una empresa, compañía o entidad financiera, incluyendo su existencia, su comportamiento, su estructura y su relación con el mercado.

## Generalidades
La teoría de la empresa pretende responder a las siguientes preguntas:
- Existencia. ¿Por qué surgen las empresas? ¿Por qué no todas las transacciones de la economía están mediadas por el mercado?
- Límites ¿Por qué el límite entre las empresas y el mercado se sitúa exactamente allí en relación con el tamaño y la variedad de la producción? ¿Qué transacciones se realizan internamente y cuáles se negocian en el mercado?
- Organización. ¿Por qué las empresas están estructuradas de una manera específica, por ejemplo en lo que respecta a la jerarquía o descentralización? ¿Cuál es la interacción de las relaciones formales e informales?
- Heterogeneidad de las acciones/actuaciones de la empresa. ¿Qué impulsa las diferentes acciones y actuaciones de las empresas?
- Evidencia. ¿Qué pruebas existen para las respectivas teorías de la empresa?[2]

Las empresas existen como un sistema alternativo al mecanismo de precios de mercado cuando es más eficiente producir en un entorno no comercial. Por ejemplo, en un mercado laboral, puede ser muy difícil o costoso para las empresas u organizaciones dedicarse a la producción cuando tienen que contratar y despedir a sus trabajadores en función de las condiciones de la oferta y la demanda. También podría ser costoso para los empleados cambiar de empresa todos los días en busca de mejores alternativas. Del mismo modo, puede resultar costoso para las empresas encontrar nuevos proveedores a diario. Por lo tanto, las empresas establecen un contrato a largo plazo con sus empleados o un contrato a largo plazo con sus proveedores para minimizar el costo o maximizar el valor de los derechos de propiedad.

## Antecedentes
Durante el período de la Primera Guerra Mundial se produjo un cambio en el énfasis de la teoría económica. Se dejó de centrarse en el análisis a nivel de la empresa ya que cada vez era más claro que la competencia perfecta no era un modelo adecuado de cómo se comportaban las empresas. Hasta entonces, la teoría económica se había centrado en tratar de comprender los mercados por sí solos y se habían realizado pocos estudios para comprender por qué existían las empresas u organizaciones. Los mercados se guían por los precios y la calidad, como lo demuestran los mercados de hortalizas, en los que un comprador es libre de cambiar de vendedor por otro.
La necesidad de revisar la teoría de la empresa fue enfatizada por los estudios empíricos de Adolf Berle y Gardiner Means, quienes dejaron en claro que la propiedad de una típica corporación americana se extiende sobre un gran número de accionistas, dejando el control en manos de gerentes que poseen muy poco patrimonio de la empresa. R. L. Hall y Charles J. Hitch encontraron que los ejecutivos tomaban las decisiones por regla general en vez de hacerlo basándose en las teorías marginalistas.

## Teoría del costo de transacción
Según Ronald Coase, las personas organizan su producción en empresas cuando el costo de transacción de coordinar la producción a través del mercado, dada información imperfecta, es mayor que dentro de la misma empresa.
Ronald Coase expuso su teoría del costo de transacción de la empresa en 1937, lo que la convirtió en uno de los primeros intentos (neoclásicos) de definir teóricamente a la empresa en relación con el mercado. Un aspecto de su neoclasicismo radica en que presentaba una explicación de la empresa que es consistente con los rendimientos constantes de escala en lugar de basarse en los rendimientos crecientes de escala. Otro aspecto es el hecho de que la empresa se define de una forma que es realista y que además se ajusta perfectamente a la idea de la sustitución marginal, así que los  instrumentos convencionales de análisis económico son aplicables. Coase señala que las interacciones de una empresa con el mercado pueden no estar bajo su control (por ejemplo, debido a los impuestos sobre las ventas), pero su asignación interna de recursos sí lo está: "Dentro de una empresa se eliminan las transacciones de mercado y en lugar de la complicada estructura de mercado con transacciones de intercambio, se sustituye por el empresario.... quien dirige la producción". Se pregunta la razón por la que los métodos alternativos de producción no pueden conseguir toda la producción de modo que las empresas utilicen precios internos para toda su producción, o bien que una sola gran empresa dirija toda la economía. 
Coase parte del punto de vista de que los mercados podrían, en teoría, llevar a cabo toda la producción, y que lo que debe explicarse es la existencia de la empresa, con su "marca distintiva... [de] la sustitución del mecanismo de precios". Coase identifica algunas razones por las que las empresas pueden surgir, y descarta cada una de ellas por no tener importancia:
- algunas personas prefieren trabajar bajo la dirección de alguien y están dispuestas a pagar por ese privilegio (aunque esto es poco probable);
- algunas personas prefieren dirigir a otros y están dispuestas a pagar por ello (aunque generalmente a las personas se les paga más por dirigir a otros);
- los compradores prefieren bienes producidos por empresas.

Para Coase, la razón principal para crear una empresa es evitar algunos de los costos de transacción de la utilización del mecanismo de precios. Estos incluyen el descubrimiento de precios relevantes (que pueden ser reducidos pero no eliminados mediante la compra de esta información a través de especialistas), así como los costos de negociación y de redacción de contratos exigibles para cada transacción (los cuales pueden ser grandes si hay incertidumbre). Además, los contratos en un mundo incierto necesariamente son incompletos y tienen que ser renegociados con frecuencia. Los costos de regatear sobre la división del superávit, particularmente si hay información asimétrica y especificidad de los activos, pueden ser considerables.
Si una empresa operara internamente bajo el sistema de mercado, se necesitarían muchos contratos (por ejemplo, incluso para comprar un bolígrafo o hacer una presentación). En contraste, una empresa real tiene muy pocos contratos (aunque los que tiene son mucho más complejos), tales como los que definen el poder de dirección de un gerente sobre los empleados, a cambio de que el empleado reciba un pago. Este tipo de contratos se celebran en situaciones de incertidumbre, particularmente en el caso de las relaciones que son de larga duración. Esta situación va en contra de la teoría económica neoclásica. El mercado neoclásico es instantáneo, prohíbe el desarrollo de relaciones extendidas agente-principal (empleado-gerente), de planificación y de confianza. Coase concluye que "es probable que surja una empresa en aquellos casos en que un contrato a muy corto plazo sería insatisfactorio", y que "parece improbable que surja una empresa sin la existencia de incertidumbre".
Señala que las medidas gubernamentales relacionadas con el mercado (impuestos sobre las ventas, racionamiento, control de precios) tienden a aumentar el tamaño de las empresas, ya que éstas no estarían sujetas internamente a esos costos de transacción. De este modo, Coase define la empresa como "el sistema de relaciones que se establece cuando la dirección de los recursos depende del empresario". Por lo tanto, podemos pensar que una empresa se hace más grande o más pequeña en función de si el empresario organiza una cantidad mayor o menor de transacciones.
Se plantea entonces la cuestión de qué es lo que determina el tamaño de la empresa; ¿por qué el empresario organiza cierto número de transacciones? ¿por qué no más o menos? Dado que la razón de ser de la empresa es tener unos costos inferiores a los del mercado, el límite superior del tamaño de la empresa lo fijan los costos que aumentan hasta el punto de que internalizar una transacción adicional equivale al costo de realizar dicha transacción en el mercado. (En el límite inferior, los costos de la empresa superan a los del mercado y por tanto no se producen). En la práctica, los rendimientos decrecientes de la dirección contribuyen en mayor medida a aumentar los costos de organización de una gran empresa, especialmente en las empresas grandes con muchas plantas y transacciones internas diferentes (por ejemplo, un conglomerado), o si los precios relevantes cambian con frecuencia. 
Coase concluye afirmando que el tamaño de la empresa depende de los costos de utilización del mecanismo de precios y de los costos de organización de otros empresarios. Estos dos factores determinan cuántos productos produce una empresa y qué cantidad de cada uno.

## Teoría gerencial y teoría conductual
Fue hasta los años sesenta que la teoría neoclásica de la empresa se vio seriamente cuestionada por alternativas como la teoría gerencial y la teoría conductual. Las teorías gerenciales de la empresa, desarrolladas por William Baumol (1959 y 1962), Robin Marris (1964) y Oliver E. Williamson (1966), sugieren que los gerentes buscarán maximizar su propia utilidad y considerarán las consecuencias de esto para explicar el comportamiento de la empresa en contraste con la maximización de las ganancias. Recientemente, esto se ha convertido en un análisis de "agente-principal" que modela un caso ampliamente aplicable en el que un principal (un accionista o una empresa, por ejemplo) no puede inferir sin costo cómo se comporta un agente (un gerente o un proveedor, por ejemplo). Esto puede deberse a que el agente tiene mayor experiencia o conocimiento que el principal, o a que el principal no puede observar directamente las acciones del agente; la información asimétrica es lo que conduce a un problema de riesgo moral. Esto significa que hasta cierto punto los directivos pueden perseguir sus propios intereses. Los modelos de gestión tradicionales suelen suponer que los directivos, en lugar de maximizar los beneficios, maximizan una función simple de utilidad objetiva (que puede incluir el salario, los beneficios, la seguridad, el poder, el prestigio) sujeta a una restricción arbitraria de la rentabilidad (la satisfacción de los rendimientos).
El enfoque conductual, desarrollado particularmente por Richard Cyert y James G. March de la Carnegie School, va mucho más allá de la economía neoclásica ya que hace hincapié en explicar cómo se toman las decisiones dentro de la empresa. Mucho de esto dependía en gran medida de la obra de Herbert A. Simon en la década de los cincuenta sobre el comportamiento en situaciones de incertidumbre, la cual argumentaba que "las personas poseen una capacidad cognitiva limitada y, por lo tanto, sólo pueden ejercitar una racionalidad limitada al tomar decisiones en situaciones complejas e inciertas". Por lo tanto, los individuos y los grupos tienden a la "satisfacción", es decir, a intentar alcanzar objetivos realistas en lugar de maximizar una función de utilidad o de ganancia. Cyert y March argumentaron que la empresa no puede ser considerada como un monolito, porque los diferentes individuos y grupos dentro de ella tienen sus propias aspiraciones e intereses conflictivos y que el comportamiento de la empresa es el resultado ponderado de estos conflictos. Existen mecanismos organizativos (como la "satisfacción" y la toma secuencial de decisiones) para mantener el conflicto en niveles que no sean perjudiciales.